# Liparis goodyeroides
Liparis goodyeroides är en orkidéart som beskrevs av Rudolf Schlechter. Liparis goodyeroides ingår i släktet gulyxnen, och familjen orkidéer. IUCN kategoriserar arten globalt som akut hotad. Inga underarter finns listade i Catalogue of Life.